# Уніє (Малий Лошинь)
44°38′ пн. ш. 14°14′ сх. д. / 44.63° пн. ш. 14.24° сх. д.
Уніє (хорв. Unije) — населений пункт у Хорватії, в Приморсько-Горанській жупанії у складі міста Малий Лошинь.

## Населення
Населення за даними перепису 2011 року становило 88 осіб.
Динаміка чисельності населення поселення:

## Клімат
Середня річна температура становить 15,56 °C, середня максимальна – 26,90 °C, а середня мінімальна – 3,75 °C. Середня річна кількість опадів – 856 мм.
| Клімат поселення                              | Клімат поселення | Клімат поселення | Клімат поселення | Клімат поселення | Клімат поселення | Клімат поселення | Клімат поселення | Клімат поселення | Клімат поселення | Клімат поселення | Клімат поселення | Клімат поселення | Клімат поселення |
| Показник                                      | Січ.             | Лют.             | Бер.             | Квіт.            | Трав.            | Черв.            | Лип.             | Серп.            | Вер.             | Жовт.            | Лист.            | Груд.            |                  |
| Середній максимум, °C                         | 11,70            | 11,58            | 13,95            | 16,95            | 22,13            | 26,38            | 26,90            | 26,58            | 22,05            | 18,58            | 14,33            | 11,13            |                  |
| Середня температура, °C                       | 7,78             | 7,68             | 10,05            | 13,05            | 18,25            | 22,48            | 24,90            | 24,55            | 20,03            | 16,53            | 12,33            | 9,13             |                  |
| Середній мінімум, °C                          | 3,90             | 3,75             | 6,15             | 9,10             | 14,33            | 18,58            | 22,90            | 22,55            | 18,05            | 14,55            | 10,33            | 7,10             |                  |
| Норма опадів, мм                              | 74               | 60               | 60               | 62               | 56               | 60               | 34               | 60               | 88               | 105              | 111              | 86               |                  |
| Середньомісячна швидкість вітру, м/с          | 3.03             | 3.23             | 3.25             | 3.10             | 2.75             | 2.63             | 2.60             | 2.60             | 2.75             | 2.95             | 3.35             | 3.25             |                  |
| Середньомісячна сонячна радіація, кДж/м²·день | 4638             | 7501             | 11072            | 15847            | 20367            | 22365            | 23771            | 20377            | 14881            | 9642             | 5163             | 3961             |                  |
| --------------------------------------------- | ---------------- | ---------------- | ---------------- | ---------------- | ---------------- | ---------------- | ---------------- | ---------------- | ---------------- | ---------------- | ---------------- | ---------------- | ---------------- |
| Джерело:                                      |                  |                  |                  |                  |                  |                  |                  |                  |                  |                  |                  |                  |                  |